# Marieke Degen
Marieke Degen ist stellvertretende Pressesprecherin des Robert Koch-Instituts in Berlin. Zuvor war sie freie Hörfunk- und Wissenschaftsjournalistin unter anderem für die tägliche Sendung „Forschung Aktuell“ des Deutschlandfunks.

## Leben
Marieke Degen studierte Biologie, Journalistik und Anglistik an der Universität Leipzig und war von 2006 bis 2008 Volontärin sowie bis 2009 Redakteurin und Moderatorin beim Deutschlandfunk. Danach arbeitete sie als freie Hörfunk- und Wissenschaftsjournalistin für den Deutschlandfunk, das Schweizer Radio und Fernsehen (SRF), die Wochenzeitschrift Die Zeit, die Tageszeitung Der Tagesspiegel sowie weitere. Degen ist Autorin des wöchentlichen Wissenschaftsfeatures des DLF „Wissenschaft im Brennpunkt“ und lieferte zwischen 2008 und 2014 als Autorin und Mitautorin mindestens 13 Sendungen über ausgewählte Themen der Psychologie und Biologie. Seit 2014 ist sie für das Robert Koch-Institut tätig.

## Auszeichnungen
- 2008: Heureka-Journalistenpreis für „Testen und leben lassen“[8]
- 2011: Medienpreis der Deutschen Gesellschaft für Psychiatrie und Psychotherapie, Psychosomatik und Nervenheilkunde (DGPPN) für „Die Neuvermessung des Bösen – Das Verbrecherhirn“[9]
- 2013: Georg von Holtzbrinck Preis für Wissenschaftsjournalismus u. a. für „Genflut: Wie der Blick ins Erbgut die Medizin revolutioniert“[10][11]

## Publikationen
- Das besondere Stück, Robert Koch-Institut, Berlin 2017[12]
- Gemeinsam gegen Ebolafieber, Robert Koch-Institut, Berlin 2015[13]